# Martina Clason
Maria Martina Clason, under en period Knutsson, född 23 april 1938 i Stockholm, är en svensk designer, konstnär och tecknare. 
Martina Clason växte upp i en konstnärsfamilj i Stockholm. Hon studerade vid Beckmans designhögskola i Stockholm. Hon grundade år 1966 Gul & Blå tillsammans med sin dåvarande make. Gul & Blå var den första butiken för popkläder i Sverige. Efter skilsmässan några år senare lämnade hon företaget och bosatte sig utomlands.
Till London kom hon 1968 och verkade där under 18 år. Hennes resor i Europa och Fjärran Östern resulterade i färgstarka målningar, med åtföljande uppmärksammade separatutställningar. Hon flyttade 1986 till Maremma i Toscana, Italien. Sedan 1998 bor Martina Clason halvårsvis i Costa Rica och Le Cannet i södra Frankrike.
Martina Clason är dotter till arkitekten Gustaf Clason och konstnären Märtha Bolin-Clason. Hon var 1959–1968 gift med Lars Knutsson (född 1935) och fick med honom barnen Lukas (1964–2002) och Filippa Knutsson (född 1965), som är kvinnan bakom Filippa K.

## Separatutsällningar i urval
Enligt Artforms presentation av Martina Clason
- 1968 – Galleri Grön, Stockholm
- 1984 – Marino Flecha Gallery, London
- 1985 – Line of Scandinavia, London
- 1989 – Galleria Petrucci, Pereta, Italien
- 1994 – Banque Scandinave En Suisse, London
- 1997 – Centro Cultura,C, Stockholm
- 1997 – Clarre & Co, Strandvägen 17, Stockholm
- 2005 – La Terrasse des Arts,Le Cannet , France
- 2006 – Chateau L'Arnaud France
- 2008 – Galleri Nativa Nosara , Costa Rica
- 2011 – Handelsbanken  Nice  France
- 2011 – Galleri 4 Årstider Stockholm